# Kolinovce
Kolinovce (in ungherese Kolinfalva, in tedesco Kohldorf) è un comune della Slovacchia facente parte del distretto di Spišská Nová Ves, nella regione di Košice.